# Henri Capitant
Henri Capitant (1865–1937) va ser un jurista francès.
Va ser professor i destacat professor de dret a Grenoble (1891) i a la Facultat de Dret de París (1908). Diversos dels seus llibres de text jurídics han tingut un efecte durador en l'educació jurídica francesa, com ara Introduction à l'étude du droit civil (1898), Cours élémentaire de droit civil (1914-16 amb Ambroise Colin), Questions de droit civil (1933) i Grands arrêts de la jurisprudence civile (1934).
Capitant perseguia un ideal d'unitat entre l'educació jurídica, la jurisprudència i la legislació. Conservador declarat, es va oposar a la innovació jurídica, que considerava una amenaça general per a un propòsit del dret: la preservació de la llibertat individual. Va cofundar l'Institut de Dret Comparat de París el 1931.